# مسلمو رانغريز
مسلمو رانغريز، هو مجتمع مسلم يعيش في شمال الهند. ويعرف مجتمع رانغريز أيضًا باسم الصباغ. هاجر العديد من أفراد مجتمع رانغريز المسلمين إلى باكستان بعد الاستقلال واستقروا في كراتشي والسند. كلمة رانغريز (رنگريز) تعني صبغ في اللغة الفارسية، كثير من رانغريزيون يدعون أن أصلهم من آسيا الوسطى، من الممكن أن يكون البعض من أصل تركي. وقد يكونون متحولين من الطائفة الهندوسية رانغريز، أو من الأرجح أنهم أصل مختلط متنوع العرقيات. ويمارس الرانغريزيون أنشطة تجارية مختلفة.